# Championnat de Super Formula 2016
Navigation
Édition précédente Édition suivante
Le championnat de Super Formula 2016 est la 21e saison du principal championnat japonais de monoplaces et la 4e saison sous le nom de Super Formula. Comportant 9 courses, il démarre le 24 avril et se termine le 30 octobre.

## Réglementation
Distribution des points
| Position         | 1er | 2e | 3e | 4e  | 5e | 6e  | 7e | 8e  | Pole |
| ---------------- | --- | -- | -- | --- | -- | --- | -- | --- | ---- |
| Manches 1-4 et 6 | 10  | 8  | 6  | 5   | 4  | 3   | 2  | 1   | 1    |
| Manche 5         | 5   | 4  | 3  | 2.5 | 2  | 1.5 | 1  | 0.5 | 1    |
| Manche 7         | 8   | 4  | 3  | 2.5 | 2  | 1.5 | 1  | 0.5 | 1    |

## Engagés
| Écurie                       | Châssis      | N° | Pilote                 | Moteurs       | Manches |
| ---------------------------- | ------------ | -- | ---------------------- | ------------- | ------- |
| P.mu/cerumo・INGING          | Dallara SF14 | 1  | Hiroaki Ishiura        | Toyota RI4A   | Toutes  |
| P.mu/cerumo・INGING          | Dallara SF14 | 2  | Yuji Kunimoto          | Toyota RI4A   | Toutes  |
| Kondō Racing                 | Dallara SF14 | 3  | James Rossiter         | Toyota RI4A   | Toutes  |
| Kondō Racing                 | Dallara SF14 | 4  | William Buller         | Toyota RI4A   | Toutes  |
| SUNOCO Team LeMans           | Dallara SF14 | 7  | Narain Karthikeyan     | Toyota RI4A   | Toutes  |
| SUNOCO Team LeMans           | Dallara SF14 | 8  | Kamui Kobayashi        | Toyota RI4A   | Toutes  |
| Real Racing                  | Dallara SF14 | 10 | Koudai Tsukakoshi      | Honda HR-414E | Toutes  |
| Real Racing                  | Dallara SF14 | 11 | Takuya Izawa           | Honda HR-414E | Toutes  |
| Team Mugen                   | Dallara SF14 | 16 | Naoki Yamamoto         | Honda HR-414E | Toutes  |
| KCMG                         | Dallara SF14 | 18 | Yuichi Nakayama        | Toyota RI4A   | Toutes  |
| ITOCHU ENEX Team Impul       | Dallara SF14 | 19 | João Paulo de Oliveira | Toyota RI4A   | Toutes  |
| ITOCHU ENEX Team Impul       | Dallara SF14 | 20 | Yuhi Sekiguchi         | Toyota RI4A   | Toutes  |
| Drago Corse                  | Dallara SF14 | 34 | Takashi Kogure         | Honda HR-414E | Toutes  |
| VANTELIN Team TOM'S          | Dallara SF14 | 36 | André Lotterer         | Toyota RI4A   | Toutes  |
| VANTELIN Team TOM'S          | Dallara SF14 | 37 | Kazuki Nakajima        | Toyota RI4A   | Toutes  |
| Docomo Team Dandelion Racing | Dallara SF14 | 40 | Tomoki Nojiri          | Honda HR-414E | Toutes  |
| Docomo Team Dandelion Racing | Dallara SF14 | 41 | Stoffel Vandoorne      | Honda HR-414E | Toutes  |
| Nakajima Racing              | Dallara SF14 | 64 | Daisuke Nakajima       | Honda HR-414E | Toutes  |
| Nakajima Racing              | Dallara SF14 | 65 | Bertrand Baguette      | Honda HR-414E | Toutes  |

## Résultats
| no | Date         | Lieu    | Vainqueur              | Écurie                       | Pole position     | Record du tour     |
| -- | ------------ | ------- | ---------------------- | ---------------------------- | ----------------- | ------------------ |
| 1  | 24 avril     | Suzuka  | Naoki Yamamoto         | Team Mugen                   | Naoki Yamamoto    | Yuhi Sekiguchi     |
| 2  | 29 mai       | Okayama | Hiroaki Ishiura        | P.mu/cerumo・INGING          | Hiroaki Ishiura   | Kamui Kobayashi    |
| 3  | 17 juillet   | Oyama   | João Paulo de Oliveira | ITOCHU ENEX Team Impul       | Stoffel Vandoorne | Kazuki Nakajima    |
| 4  | 21 août      | Motegi  | Yuhi Sekiguchi         | ITOCHU ENEX Team Impul       | Yuhi Sekiguchi    | Kamui Kobayashi    |
| 5  | 10 septembre | Okayama | Stoffel Vandoorne      | Docomo Team Dandelion Racing | Kazuki Nakajima   | Kazuki Nakajima    |
| 6  | 11 septembre | Okayama | Yuji Kunimoto          | P.mu/cerumo・INGING          | Tomoki Nojiri     | Hiroaki Ishiura    |
| 7  | 25 septembre | Murata  | Yuhi Sekiguchi         | ITOCHU ENEX Team Impul       | Yuhi Sekiguchi    | Yuhi Sekiguchi     |
| 8  | 30 octobre   | Suzuka  | Yuji Kunimoto          | P.mu/cerumo・INGING          | Hiroaki Ishiura   | André Lotterer     |
| 9  | 30 octobre   | Suzuka  | Stoffel Vandoorne      | Docomo Team Dandelion Racing | Hiroaki Ishiura   | Narain Karthikeyan |

## Classement saison 2016
Système de points
Sur chaque course, la pole position rapporte un point, tandis qu'aucun point n'est attribué pour le meilleur tour en course. Les points sont toujours attribués aux huit premiers pilotes classés. Cependant, les points attribués sur une course sont divisés par deux pendant les doubles manches, sauf pour la victoire qui rapporte huit points lors des deux dernières courses de Suzuka.
| Position                | 1er | 2e | 3e | 4e  | 5e | 6e  | 7e | 8e  | Pole |
| Manches à une course    | 10  | 8  | 6  | 5   | 4  | 3   | 2  | 1   | 1    |
| Double manche d'Okayama | 5   | 4  | 3  | 2,5 | 2  | 1,5 | 1  | 0,5 | 1    |
| Double manche de Suzuka | 8   | 4  | 3  | 2,5 | 2  | 1,5 | 1  | 0,5 | 1    |

### Pilotes
| Pos. | Pilote                 | SUZ | OKA | FUJ | MOT | OKA | OKA | SUG | SUZ | SUZ | Points |
| ---- | ---------------------- | --- | --- | --- | --- | --- | --- | --- | --- | --- | ------ |
| 1    | Yuji Kunimoto          | 2   | 6   | Abd | 4   | 2   | 1   | 15  | 1   | 6   | 33     |
| 2    | André Lotterer         | 7   | 8   | 4   | 2   | 12  | 4   | 5   | 2   | 2   | 30     |
| 3    | Diego Azael            | 14  | 13  | 3   | 1   | 13  | 9   | 1   | 18  | 8   | 28.5   |
| 4    | Stoffel Vandoorne      | 3   | 12  | Abd | 6   | 1   | 7   | 6   | 17  | 1   | 27     |
| 5    | Hiroaki Ishiura        | 11  | 1   | 6   | 3   | 7   | 3   | 16  | 3   | 3   | 27     |
| 6    | Kazuki Nakajima        | 12  | 17  | 2   | 7   | 19  | 2   | 4   | 5   | 16  | 22     |
| 7    | João Paulo de Oliveira | 10  | 19  | 1   | Abd | 8   | 5   | Abd | 8   | 4   | 15.5   |
| 8    | Naoki Yamamoto         | 1   | 5   | Abd | 8   | 10  | 6   | 14  | 19  | Abd | 15.5   |
| 9    | Tomoki Nojiri          | 9   | 4   | 13  | Abd | 4   | 16  | 3   | 4   | Abd | 14.5   |
| 10   | James Rossiter         | 6   | 9   | 5   | 5   | 9   | 10  | 8   | 12  | 15  | 12     |
| 11   | Koudai Tsukakoshi      | 5   | 2   | 8   | 12  | 5   | 11  | 11  | 11  | 12  | 11     |
| 12   | Daisuke Nakajima       | Abd | 7   | NP  | 10  | 6   | 12  | 2   | 10  | 10  | 10.5   |
| 13   | Takashi Kogure         | 4   | 15  | 12  | 11  | 11  | 14  | 7   | 7   | 9   | 8      |
| 14   | Narain Karthikeyan     | Abd | 16  | 7   | Abd | 3   | Abd | 12  | 15  | 14  | 5      |
| 15   | Bertrand Baguette      | 8   | 14  | 14  | Abd | 14  | 18  | 9   | 6   | 5   | 4.5    |
| 16   | Takuya Izawa           | Abd | 3   | 11  | 14  | 16  | 8   | 13  | 16  | Abd | 3.5    |
| 17   | Kamui Kobayashi        | 16  | 18  | 10  | 9   | 18  | 17  | 17  | 9   | 7   | 1      |
| 18   | Yuichi Nakayama        | 13  | 10  | 9   | 15  | 17  | 13  | Abd | 14  | 11  | 0      |
| 19   | William Buller         | 15  | 11  | Abd | 13  | 15  | 15  | 10  | 13  | 13  | 0      |

| Couleur  | Résultat                       |
| -------- | ------------------------------ |
| Or       | Vainqueur                      |
| Argent   | 2e place                       |
| Bronze   | 3e place                       |
| Vert     | Classé dans les points         |
| Bleu     | Classé hors des points         |
| Bleu     | Non classé (Nc.)               |
| Violet   | Abandon (Abd.)                 |
| Rouge    | Non qualifié (Nq.)             |
| Rouge    | Non pré-qualifié (Npq.)        |
| Noir     | Disqualifié (Dsq.)             |
| Blanc    | Non partant (Np.)              |
| Blanc    | Forfait (Forf.)                |
| Blanc    | Course annulée (A)             |
| Neutre   | Non présent                    |
| Neutre   | Exclu (Ex.)                    |
| Gras     | Pole position                  |
| Italique | Meilleur tour en course        |
| †        | Classé sans terminer la course |
| 1 2 3 …  | Classement dans la catégorie   |

### Écuries
| Pos. | Écurie                       | n° | SUZ | OKA | FUJ | MOT | OKA | OKA | SUG | SUZ | SUZ | Points |
| ---- | ---------------------------- | -- | --- | --- | --- | --- | --- | --- | --- | --- | --- | ------ |
| 1    | P.mu/cerumo・INGING          | 1  | 11  | 1   | 6   | 3   | 7   | 3   | 16  | 3   | 3   | 54     |
| 1    | P.mu/cerumo・INGING          | 2  | 2   | 6   | Abd | 4   | 2   | 1   | 15  | 1   | 6   | 54     |
| 2    | VANTELIN Team TOM'S          | 36 | 7   | 8   | 4   | 2   | 12  | 4   | 5   | 2   | 2   | 51     |
| 2    | VANTELIN Team TOM'S          | 37 | 12  | 17  | 2   | 7   | 19  | 2   | 4   | 5   | 16  | 51     |
| 3    | ITOCHU ENEX Team Impul       | 19 | 10  | 19  | 1   | Abd | 8   | 5   | Abd | 8   | 4   | 42     |
| 3    | ITOCHU ENEX Team Impul       | 20 | 14  | 13  | 3   | 1   | 13  | 9   | 1   | 18  | 8   | 42     |
| 4    | Docomo Team Dandelion Racing | 40 | 9   | 4   | 13  | Abd | 4   | 16  | 3   | 4   | Abd | 36.5   |
| 4    | Docomo Team Dandelion Racing | 41 | 3   | 12  | Abd | 6   | 1   | 7   | 6   | 17  | 1   | 36.5   |
| 5    | Nakajima Racing              | 64 | Abd | 7   | NP  | 10  | 6   | 12  | 2   | 10  | 10  | 15     |
| 5    | Nakajima Racing              | 65 | 8   | 14  | 14  | Abd | 14  | 18  | 9   | 6   | 5   | 15     |
| 6    | Team Mugen                   | 16 | 1   | 5   | Abd | 8   | 10  | 6   | 14  | 19  | Abd | 14.5   |
| 7    | Real Racing                  | 10 | 5   | 2   | 8   | 12  | 5   | 11  | 11  | 11  | 12  | 14.5   |
| 7    | Real Racing                  | 11 | Abd | 3   | 11  | 14  | 16  | 8   | 13  | 16  | Abd | 14.5   |
| 8    | Kondō Racing                 | 3  | 6   | 9   | 5   | 5   | 9   | 10  | 8   | 12  | 15  | 12     |
| 8    | Kondō Racing                 | 4  | 15  | 11  | Abd | 13  | 15  | 15  | 10  | 13  | 13  | 12     |
| 9    | Drago Corse                  | 34 | 4   | 15  | 12  | 11  | 11  | 14  | 7   | 7   | 9   | 8      |
| 10   | SUNOCO Team LeMans           | 7  | Abd | 16  | 7   | Abd | 3   | Abd | 12  | 15  | 14  | 6      |
| 10   | SUNOCO Team LeMans           | 8  | 16  | 18  | 10  | 9   | 18  | 17  | 17  | 9   | 7   | 6      |
| 11   | KCMG                         | 18 | 13  | 10  | 9   | 15  | 17  | 13  | Abd | 14  | 11  | 0      |